# The Spider and the Fly (film)
The Spider and the Fly är en amerikansk animerad kortfilm från 1931. Filmen ingår i Silly Symphonies-serien.

## Handling
I ett kök fullt med flugor, blir en flugflicka kidnappad av en spindel, och flugpojken kallar på förstärkning för att kunna rädda sin flickvän.

## Om filmen
I filmen spelas delar av klassisk musik, bland annat Lätta kavalleriet av Franz von Suppé och Erlkönig av Franz Schubert.
Filmens manus bygger på den tidigare Silly Symphonies-filmen Lika fåglar leka bäst som släpptes samma år som denna film. Det tidigare manuset kom även att bli förebild till den senare Silly Symphonies-filmen Vägen till ena nyckelpigo som släpptes 1932.